# Radim Vrbata
Radim Vrbata (ur. 13 czerwca 1981 w Mladej Boleslavi) – czeski hokeista, reprezentant Czech.
Jego brat David (ur. 1983) także został hokeistą.

## Kariera

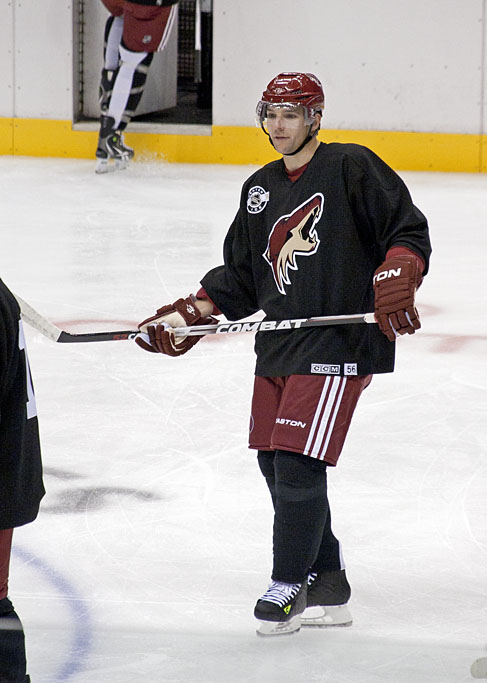
Radim Vrbata w barwach Phoenix Coyotes (2010)

- BK Mladá Boleslav U20 (1997-1998)
- Hull Olympiques (1998-2000)
- Shawinigan Cataractes (2000-2001)
- Hershey Bears (2001)
- Colorado Avalanche (2001-2003)
- Carolina Hurricanes (2003-2004)
- Bílí tygři Liberec (2004-2005)
- Carolina Hurricanes (2005)
- Chicago Blackhawks (2005-2007)
- Phoenix Coyotes (2007-2008)
- Tampa Bay Lightning (2008)
- BK Mladá Boleslav (2008-2009)
- Bílí tygři Liberec (2009)
- Phoenix Coyotes (2009-2014)
  -  BK Mladá Boleslav (2012)
- Vancouver Canucks (2014-2016)
- Arizona Coyotes (2016-2017)
- Florida Panthers (2017-2018)

Wychowanek klubu BK Mladá Boleslav. Od lipca 2009 roku gracz Phoenix Coyotes. Dwa lata później w lipcu 2011 roku przedłużył kontrakt z klubem o trzy lata. Od listopada 2012 roku na okres lokautu w sezonie NHL (2012/2013) związał się z macierzystym czeskim klubem BK Mladá Boleslav. Od lipca 2014 zawodnik Vancouver Canucks, związany dwuletnim kontraktem. Od sierpnia 2016 zawodnik Arizona Coyotes. 9 marca 2017 rozegrał 1000. spotkanie w NHL i został dziesiątym Czechem, który osiągnął ten kamień milowy. Od lipca 2017 zawodnik Florida Panthers. Po sezonie NHL (2017/2018) w kwietniu 2018 ogłosił zakończenie kariery.
Uczestniczył w turniejach Mistrzostw Świata w 2003, 2005, 2008, 2013.
Został mniejszościowym udziałowcem klubu BK Mladá Boleslav (uzyskał 33% udziałów).

## Sukcesy
Reprezentacyjne
- Złoty medal mistrzostw świata juniorów do lat 20: 2001
- Złoty medal mistrzostw świata: 2005

Klubowe
- Brązowy medal Mistrzostw Czech: 2005 z Bílí tygři Liberec

Indywidualne
- CHL 1998/1999: CHL Top Prospects Game
- QMJHL 2000/2001: Skład Gwiazd
- NHL (2001/2002): najlepszy pierwszoroczniak miesiąca – luty 2002
- Ekstraliga czeska w hokeju na lodzie (2004/2005): pierwsze miejsce w klasyfikacji +/−: +26